# Powiat Koszaliński
Der Powiat Koszaliński ist ein Powiat (Landkreis) im Nordosten der polnischen Woiwodschaft Westpommern. Die Kreisstadt Koszalin (Köslin) bildet einen eigenen Stadtkreis.
Von 1872 bis 1945 bestand ein (deutscher) Landkreis Köslin, dem bis 1923 auch die namengebende Kreisstadt angehörte und der ab 1932 (Fusion mit dem Nachbarkreis Bublitz) ein ähnliches Gebiet umfasste wie der heutige Powiat.

## Städte und Gemeinden

Die Gemeinden des Landkreises

Der Powiat Koszaliński umfasst vier Stadt-und-Land-Gemeinden, deren gleichnamige Hauptorte das Stadtrecht besitzen, und vier Landgemeinden:

### Stadt-und-Land-Gemeinden
Einwohnerzahlen vom 31. Dezember 2020
- Bobolice (Bublitz) – 8857
- Mielno (Groß Möllen) – 4881
- Polanów (Pollnow) – 8532
- Sianów (Zanow) – 13.852

### Landgemeinden
- Będzino (Alt Banzin) – 8639
- Biesiekierz (Biziker) – 7199
- Manowo (Manow) – 6919
- Świeszyno (Schwessin) – 7626

## Nachbarlandkreise
|                             | Ostsee                                      | Powiat Sławieński Schlawe |
| Powiat Kołobrzeski Kolberg  | Kompassrose, die auf Nachbargemeinden zeigt | Powiat Słupski Stolp      |
| Powiat Białogardzki Belgard | Powiat Szczecinecki Neustettin              | Powiat Bytowski Bütow     |

## Partnerschaften
- Landkreis Demmin, Deutschland
- Rajongemeinde Šalčininkai, Litauen